# トニー・マーシャル

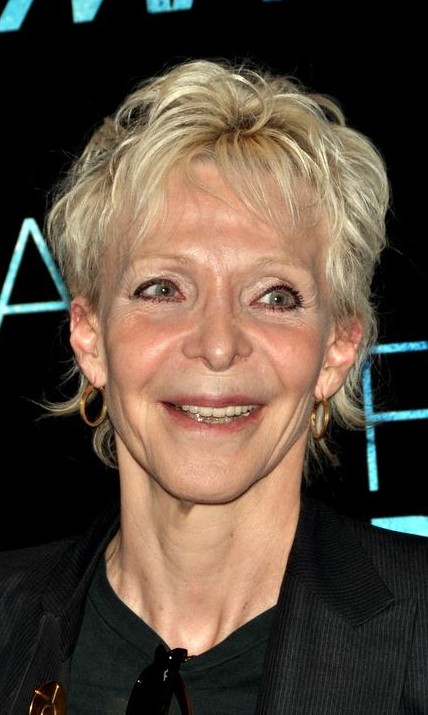
Marshall in 2012

トニー・マーシャル（Tonie Marshall, 1951年11月29日 - 2020年3月12日）は、フランスの女性映画監督である。

## 生涯
フランスのヌイイ＝シュル＝セーヌ生まれ。母は女優のミシュリーヌ・プレール、父はアメリカの俳優・バンドリーダーで映画監督でもあるウィリアム・マーシャル(en:William Marshall (bandleader))である。なお、アメリカの映画監督のペニー・マーシャルとは血縁は無縁である。
1970年代に女優としてデビューし、活躍していたが、次第に製作の方へと興味が移る。女優業から次第に脚本家に移り、1989年、Pentimento で監督デビューした。

## 代表作
- ザ・カンニング［ＩＱ＝０］（1980年）- 出演
- 男と女と男 （1996年）- 出演
- エステサロン/ヴィーナス・ビューティ Vénus beauté （1999年）- 監督、脚本
- 逢いたくて （2002年）監督、脚本
- ヴィーナス&アポロ （2005年）